# Merpins
Merpins ist eine französische Gemeinde mit 1082 Einwohnern (Stand 1. Januar 2022) im Département Charente in der Region Nouvelle-Aquitaine; sie gehört zum Arrondissement Cognac und zum Kanton Cognac-2.

## Bevölkerungsentwicklung
- 1962: 0681
- 1968: 0832
- 1975: 0895
- 1982: 0953
- 1990: 1025
- 1999: 0940
- 2006: 1009
- 2018: 1103

## Sehenswürdigkeiten
- Ruinen der Abtei La Frenade, 1140 von Cîteaux aus mit Hilfe der Herren von Cognac gegründet, während der Hugenottenkriege zerstört. Es sind lediglich die Südmauer des Kirchenschiffs (12. Jahrhundert) und der Kapitelsaal (16. Jahrhundert) erhalten.
- Ruinen der Burg aus der Zeit um 850, zerstört 1387
- Brücke über den Charenton, einen Seitenarm der Charente, Monument historique

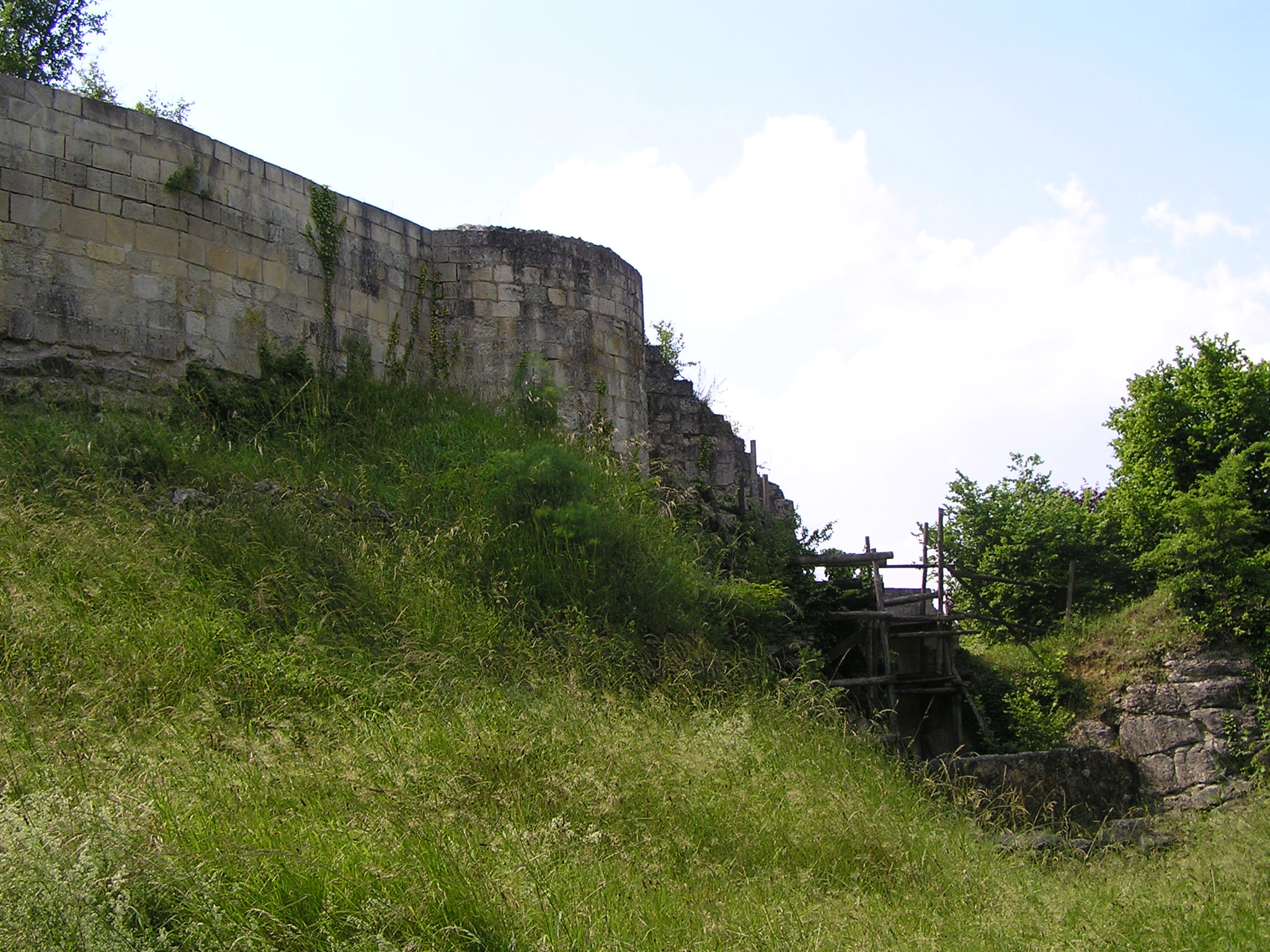
Burgruine
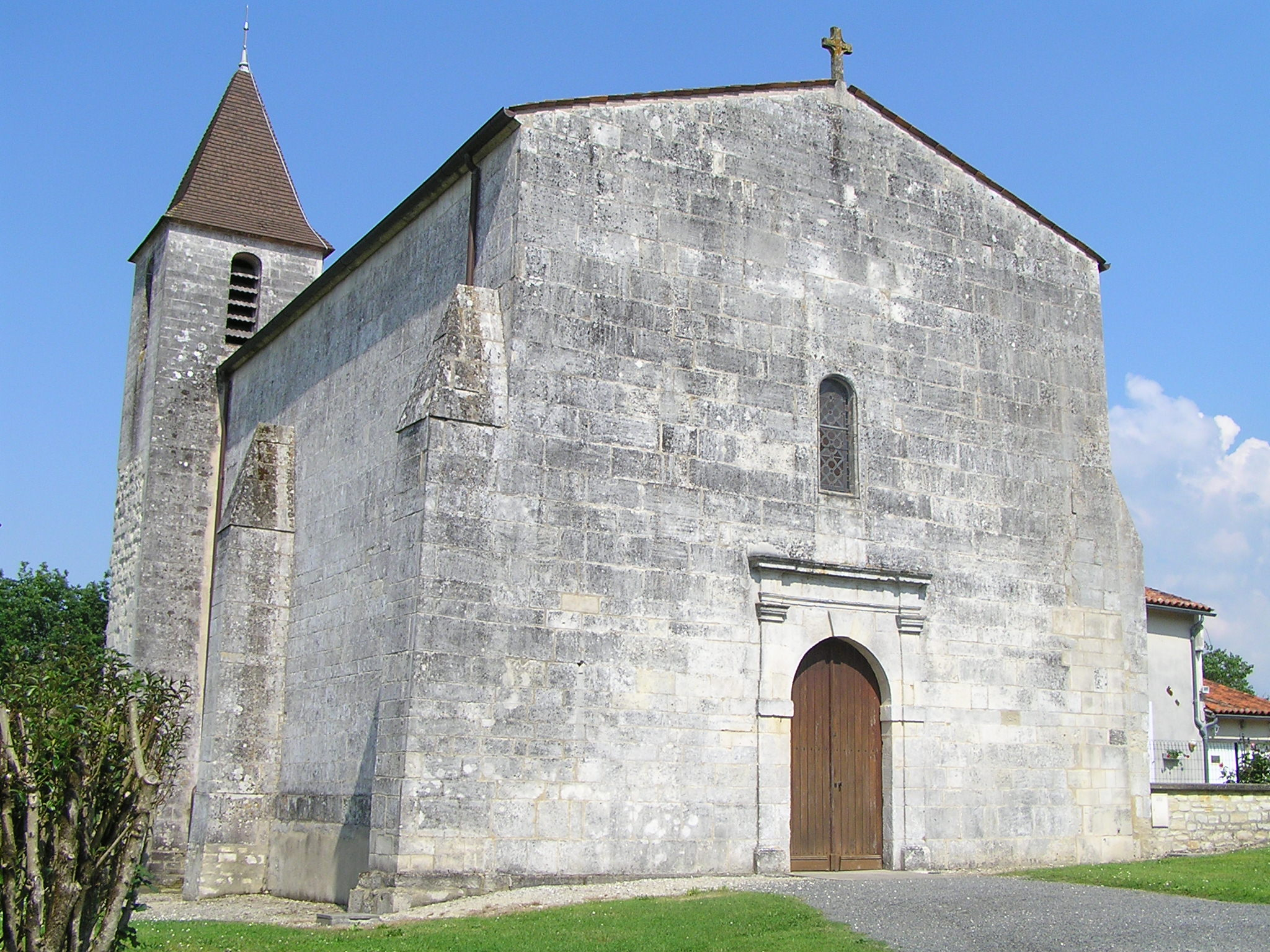
Kirche Saint-Remi
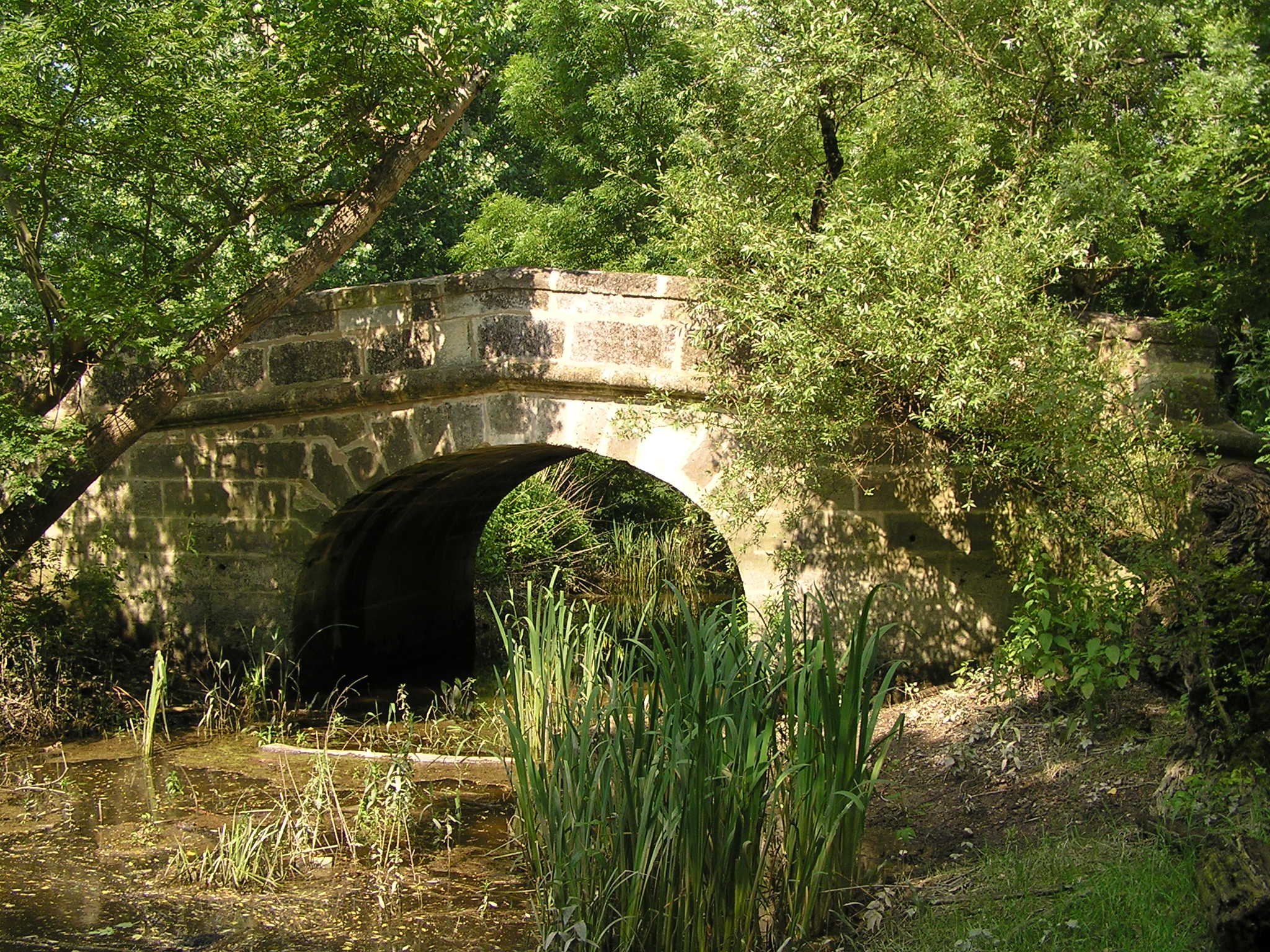
Brücke über den Charenton
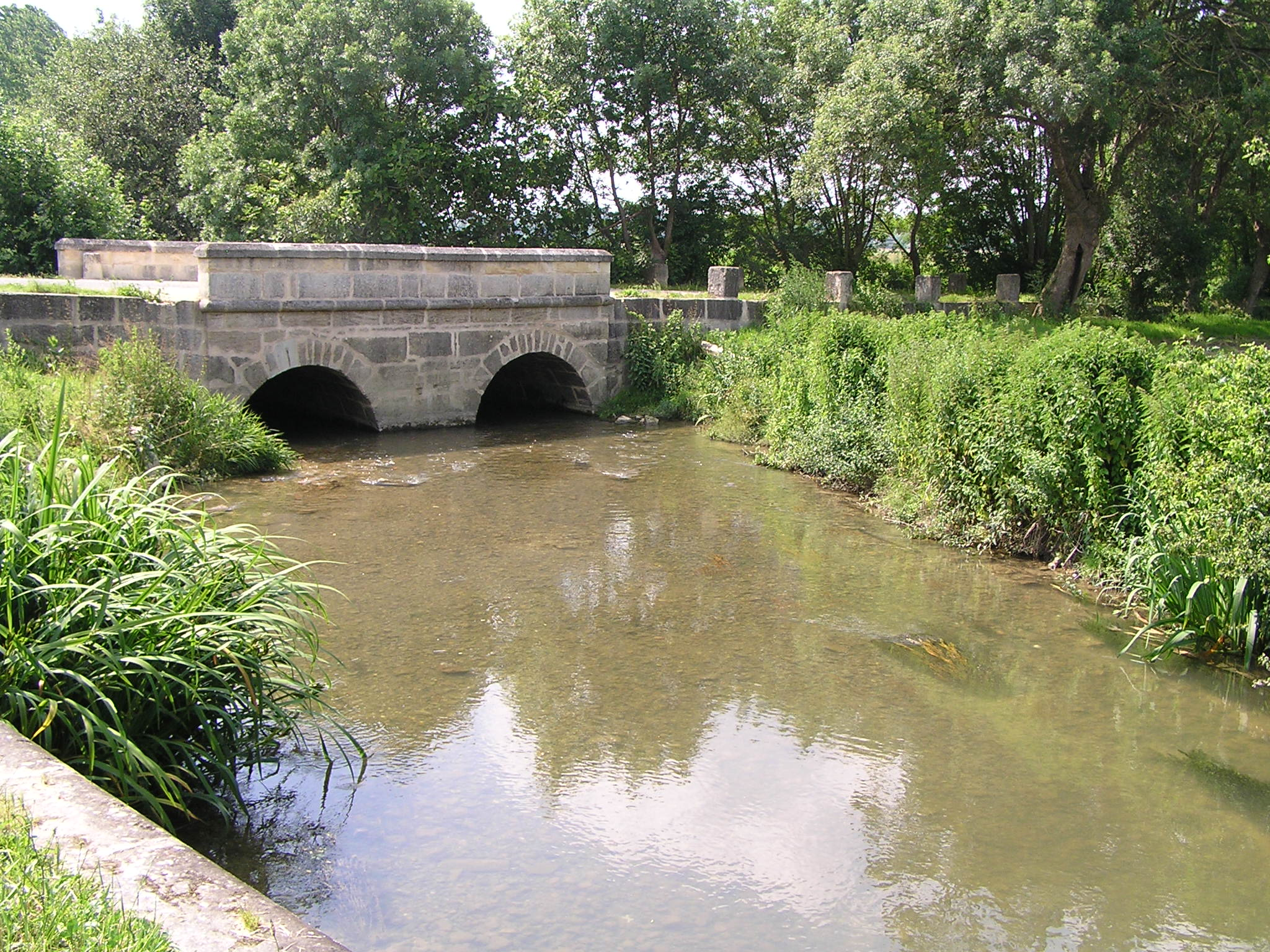
Brücke am Fuß der Burg